# Japan Gold Disc Award
Japan Gold Disc Award (日本ゴールドディスク大賞) es una ceremonia de premios musicales de la Recording Industry Association of Japan que se realiza anualmente en Japón. Es uno de los principales eventos musicales japoneses, y cada año también se hace un CD relacionado con el evento. 
El Japan Gold Disc Award reconoce a los artistas y trabajos que han contribuido al desarrollo de la industria discográfica ese año, basándose en datos objetivos como las ventas netas de CD y videos musicales y las ventas de distribución de música. Desde su fundación en 1987, cada premio ha sido seleccionado para una amplia gama de géneros, desde pop y rock hasta música clásica, jazz y pura música japonesa.
Acerca del Premio Disco de Oro de Japón
La Asociación estableció el Japan Gold Disc Award en 1987, y ha estado elogiando a artistas y trabajos que han contribuido en gran medida al desarrollo de la industria discográfica en ese año todos los años desde entonces. 
Los premios Japan Gold Disc Awards se basan objetivamente en los criterios de selección de ventas netas de CD, videos, etc. (envíos totales menos devoluciones), ventas de digitales de música y reproducción en streaming. Según los criterios se seleccionan los artistas y trabajos musicales más destacados en Japón de cada año.
Los Japan Gold Disc Awards se otorgan en función del rendimiento de ventas del año fiscal correspondiente (del 1 de enero al 31 de diciembre).
*Nuestra asociación calcula el número de reproducciones de la transmisión en función de los datos proporcionados por GfK Japan (GfK Insight Japan Co., Ltd.).[Servicio de transmisión de música sujeto a agregación]. Amazon Music Unlimited, Apple Music, AWA, curso mensual de d Music, Google Play Music, HMVmusic con tecnología KKBox, LINE MUSIC, Rakuten Music, RecMusic, Spotify (a partir de diciembre de 2020)

## Categorías

### Premio al Artista
- Artista del año Japonés
- Artista del año Occidental
- Mejor artista división de Asia
- Mejor artista Sección Enka/Kayokyoku
- Artista nuevo del año Japonés
- Mejores 5 nuevos artistas Japonés
- Artista nuevo Occidental
- Mejores 3 nuevos artistas Occidentales
- Artista nuevo división de Asia
- Mejores 3 nuevos artistas división Asia
- Artista nuevo sección Enka/Kayokyoku.
- Premio Especial

#### Premio al Álbum
- Álbum de año Japonés
- Álbum del año Occidental
- Álbum del año división de Asia
- Mejores 5 álbumes Japoneses
- Mejores 3 álbumes Occidentales
- Álbum clásico del año
- Álbum de jazz del año
- Álbum instrumental del año
- Álbum de banda sonora del año
- Álbum de animación del año
- Álbum de música Japonesa tradicional del año

Arashi dominates Gold Disc Awards

- Álbum conceptual del añoArchivo:Japan gold disc Award.jpgArashi dominates Gold Disc Awards

##### Premio a los Sencillos
- Sencillo del año
- Mejores 5 sencillos

###### Premio al video
- Video musical del año Japonés
- Mejores 3 videos musicales
- Video musical del año Occidental
- Video musical del año división Asia

###### Premio de Descarga Digital
- Canción del año por descarga Japonesa
- Canción del año por descarga Occidental
- Canción del año por descarga división Asia
- mejores 5 canciones por descarga

###### Premio por Streaming
- Canción del año por streaming Japonesa
- Canción del año por streaming Occidental
- Canción del año por streaming división Asia
- Mejores 5 Canciones por streaming

## Artista del año
| Edición | Año  | Japón              | Internacional     |
| ------- | ---- | ------------------ | ----------------- |
| 1       | 1987 | Akina Nakamori     | Madonna           |
| 2       | 1988 | Rebecca            | The Beatles       |
| 3       | 1989 | Boøwy              | Bon Jovi          |
| 4       | 1990 | Southern All Stars | Madonna           |
| 5       | 1991 | Yumi Matsutoya     | Madonna           |
| 6       | 1992 | Chage and Aska     | Guns N' Roses     |
| 7       | 1993 | Chage and Aska     | Madonna           |
| 8       | 1994 | Wands              | The Beatles       |
| 9       | 1995 | TRF                | Mariah Carey      |
| 10      | 1996 | TRF                | Mariah Carey      |
| 11      | 1997 | Namie Amuro        | Me & My           |
| 12      | 1998 | Glay               | Celine Dion       |
| 13      | 1999 | B'z                | Celine Dion       |
| 14      | 2000 | Hikaru Utada       | Celine Dion       |
| 15      | 2001 | Ayumi Hamasaki     | The Beatles       |
| 16      | 2002 | Ayumi Hamasaki     | Backstreet Boys   |
| 17      | 2003 | Hikaru Utada       | Avril Lavigne     |
| 18      | 2004 | Ayumi Hamasaki     | Twelve Girls Band |
| 19      | 2005 | Orange Range       | Queen             |
| 20      | 2006 | Kumi Koda          | O-Zone            |
| 21      | 2007 | Kumi Koda          | Daniel Powter     |
| 22      | 2008 | Exile              | Avril Lavigne     |
| 23      | 2009 | Exile              | Madonna           |
| 24      | 2010 | Arashi             | The Beatles       |
| 25      | 2011 | Arashi             | Lady Gaga         |
| 26      | 2012 | AKB48              | Lady Gaga         |
| 27      | 2013 | AKB48              | Che'Nelle         |
| 28      | 2014 | AKB48              | One Direction     |
| 29      | 2015 | Arashi             | One Direction     |
| 30      | 2016 | Arashi             | The Beatles       |
| 31      | 2017 | Arashi             | Ariana Grande     |
| 32      | 2018 | Namie Amuro        | The Beatles       |
| 33      | 2019 | Namie Amuro        | Queen             |
| 34      | 2020 | Arashi             | Queen             |

## Álbum del  año
| Edición | Año  | Japón                                 | Internacional                              |
| ------- | ---- | ------------------------------------- | ------------------------------------------ |
| 21      | 2007 | All Singles Best                      | Beautiful Songs Kokoro de Kikuta           |
| 22      | 2008 | Exile Love                            | The Best Damn Thing                        |
| 23      | 2009 | Exile Ballad Best                     | Viva la Vida or Death and All His Friends  |
| 24      | 2010 | All the Best! 1999-2009               | This Is It (álbum)                         |
| 25      | 2011 | The Scenery                           | A Thousand Suns                            |
| 26      | 2012 | Ikimonobaraki- Members Best Selection | Born This Way                              |
| 27      | 2013 | Mr. Children 2005-2010                | Believe                                    |
| 28      | 2014 | Love                                  | Take Me Home (álbum de One Direction)      |
| 29      | 2015 | Next Footprint                        | 1989 (álbum)                               |
| 30      | 2016 | Japonism                              | 1 (álbum)                                  |
| 31      | 2017 | SMAP 25 YEARS                         | Dangerous Woman                            |
| 32      | 2018 | Finally                               | ÷ (álbum)                                  |
| 33      | 2019 | Umi no oh, Yeah!!                     | Bohemian Rhapsody: The Original Soundtrack |
| 34      | 2020 | Namie Amuro                           | Lover                                      |
| 35      | 2021 | 5 X 20 All The Best!! 1999-2019       | Chromatica                                 |